# Mihail Alexandrov
Mihail Alexandrov (bulgare : Михаил Александров ; né le 9 avril 1985 à Sofia en Bulgarie) est un nageur américain d’origine bulgare ayant la double nationalité bulgare et américaine. Il représente les USA au niveau international depuis 2009.

## Biographie
Mihail Alexandrov a la double citoyenneté bulgare-américaine et a nagé au sein de la Northwestern University, de 2003 à 2007. À la suite d'une bizarrerie des règles de la natation américaine, il a établi un record national des USA dans le 100 m brasse (en 51 s 56) en mars 2007, cela en dépit du fait qu'il n'avait jamais nagé au niveau international pour les États-Unis à cette époque et qu'il était considéré comme un nageur bulgare. 
Les règles de natation américaines permettaient à cette époque à une équipe nationale américaine d’être représentée par un nageur qui pourrait représenter les États-Unis dans une compétition internationale (sa double citoyenneté le permettait) et qui, au moment de la compétition ne représentait pas un autre pays (il nageait pour l'Université Northwestern, au moment de la compétition). Ces règles ont par la suite été modifiées de sorte que seuls les nageurs représentant les États-Unis au niveau international peuvent établir un record "Américain", mais le temps d'Alexandrov est toujours d'actualité et le restera jusqu'à ce qu’il soit battu.
Aux Championnats du monde de natation 2007, en avril 2007 à Melbourne, il termine sixième de la finale du 100 m brasse en 1 min 1 s 17 pour le compte de la Bulgarie.

## Palmarès

### Championnats du monde
- Championnats du monde en petit bassin 2010 à Dubaï (Émirats arabes unis) :
  -  Médaille d'or au titre du relais 4 × 100 m quatre nages.